# Federazione internazionale associazioni vessillologiche

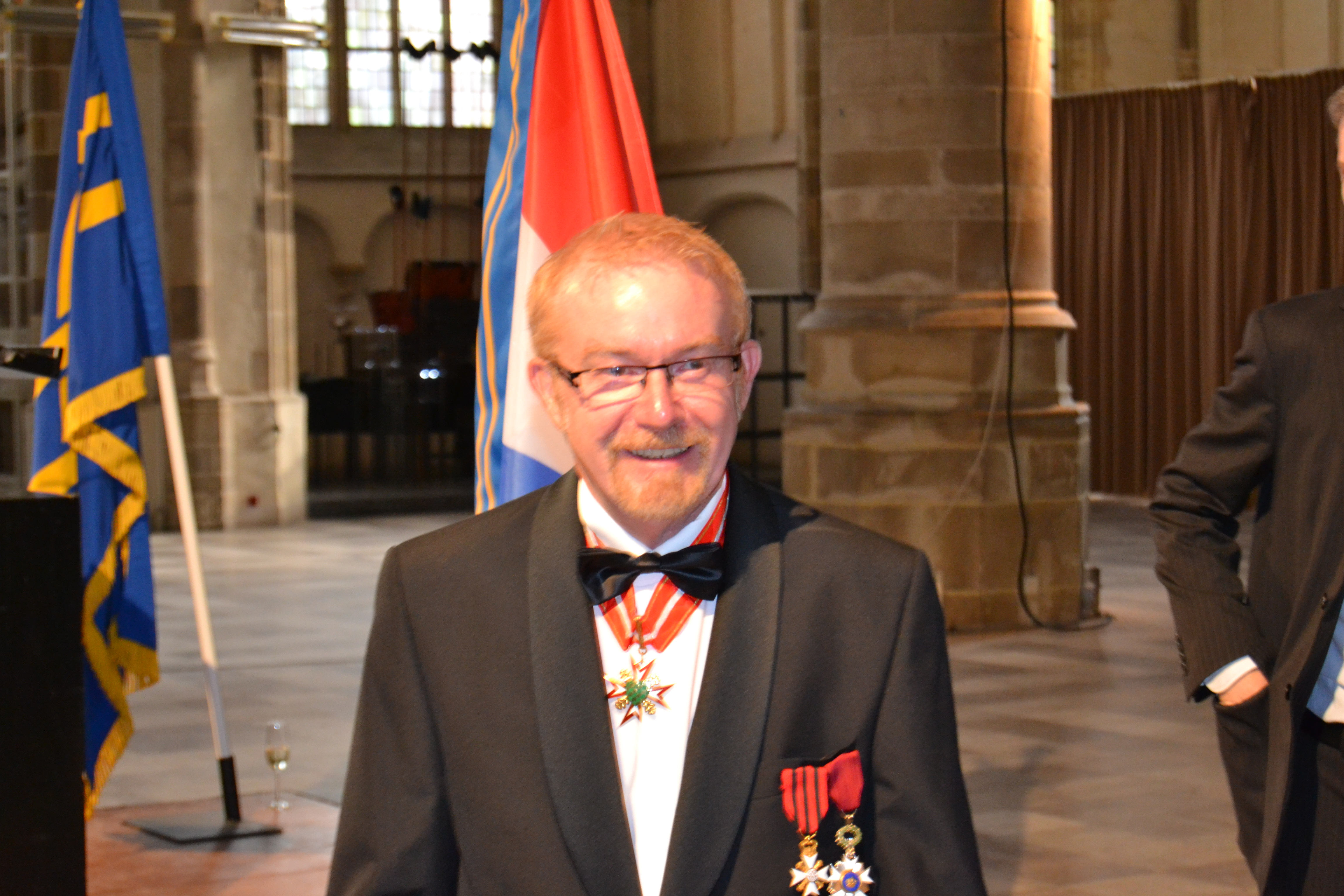
Michel R. Lupant, presidente della FIAV.

La Federazione Internazionale Associazioni Vessillologiche (FIAV) è una federazione internazionale di 51 associazioni regionali, nazionali, multinazionali ed istituzioni di tutto il mondo che studiano la vessillologia; che la FIAV definisce nella sua costituzione come "la creazione e sviluppo di un campo di conoscenza sulle bandiere di tutti i tipi, le loro forme e funzioni e delle teorie scientifiche e dei principi basati su questa conoscenza".
La traduzione del nome francese della FIAV (Fédération internationale des associations vexillologiques) nelle altre tre lingue ufficiali è: International Federation of Vexillological Associations (inglese), Internationale Föderation Vexillologischer Gesellschaften (tedesco) e Federación Internacional de Asociaciones Vexilológicas (spagnolo).
La FIAV fu organizzata provvisoriamente il 3 settembre 1967 al secondo Congresso internazionale di vessillologia tenuto a Rüschlikon in Svizzera, e creata ufficialmente il 7 settembre 1969 al Terzo congresso internazionale di vessillologia tenuto a Boston (Massachusetts), negli Stati Uniti.
La FIAV ha un consiglio di tre persone composto da un presidente, un segretario generale e un segretario generale dei congressi. Il consiglio controlla gli affari della FIAV e riunisce le sessioni biennali dell'assemblea generale, che sono tenute durante ogni Congresso internazionale di vessillologia. L'assemblea generale si compone di un delegato per ciascun membro della FIAV la quale elegge il consiglio ed è responsabile della regolamentazione politica.

## Membri
Gli attuali membri della FIAV sono:
- Accademia di San Marciano (Italia)
- Antarctic Vexillological Association (AVA)
- Asociación Argentina de Vexilología (AAV) (Argentina)
- Asociación Venezolana de Simbología (AVS) (Venezuela)
- Associació Catalana de Vexil·lología (ACV) (Spagna: Catalogna)
- Bandiere Storiche[1] (BS) (Italia)
- The Burgee Data Archives (BDA) (Canada)
- The Canadian Flag Association (CFA) / L'Association canadienne de vexillologie (Canada)
- Centre Belge-Européen d'Études des Drapeaux (CEBED) (Belgio)
- Centro italiano studi vessillologici (CISV) (Italia)
- Centrum Flagi Ziemi (CFZ) / Earth Flag Centre (Polonia)
- Česká Vexilologická společnost (CVS) (Repubblica Ceca)
- Chesapeake Bay Flag Association (CBFA) (Stati Uniti: Delaware, Distretto di Columbia, Maryland, New Jersey, Pennsylvania, Virginia, Virginia Occidentale)
- Confederate States Vexillological Association (CSVA) (Stati Uniti: Alabama, Arizona, Florida, Georgia, Kentucky, Louisiana, Maryland, Mississippi, Missouri, Nuovo Messico, Carolina del Nord, Oklahoma, Carolina del Sud, Tennessee, Texas, Virginia, Virginia Occidentale)
- Deutsche Gesellschaft für Flaggenkunde e.V. (DGF) (Germania)
- The Flag Design Center (FDC) (Polonia)
- Flag Heritage Foundation (FHF) (Stati Uniti)
- The Flag Institute (FI) (Regno Unito)
- The Flag Research Center (FRC) (Stati Uniti)
- Flag Research Centre of Sri Lanka (FRCSL) (Sri Lanka)
- Flag Society of Australia Inc. (FSA) (Australia)
- Flags of the World (FOTW) (The World (Internet); fondato in Canada)
- Fundación Centro Interdisciplinario de Estudios Culturales (CIDEC) (Argentina)
- Great Waters Association of Vexillology (GWAV) (Stati Uniti: Illinois, Indiana, Kentucky, Michigan, Ohio)
- Heraldica Slovenica (HS) (Slovenia)
- Heraldischer Verein "Zum Kleeblatt" von 1888 zu Hannover e.V. (HVK) (Germania)
- The Heraldry and Vexilology Society of Malta (HAVSOM) (Malta)
- Instytut Heraldyczno-Weksylologiczny (IHW) (Polonia)
- Kevarzhe Vannielouriezh Vreizh (KVV) / Société Bretonne de Vexillologie (Francia: Bretagna)
- Magyarországi Záslo Társaság (MZT) (Ungheria)
- Mauritius Buch Verlag GmbH (MBV) (Germania)
- National Flag Foundation (NFF) (Stati Uniti)
- Nederlandse Vereniging voor Vlaggenkunde (NVvV) (Paesi Bassi)
- New England Vexillological Association (NEVA) (Stati Uniti: Connecticut, Maine, Massachusetts, New Hampshire, Rhode Island, and Vermont)
- New Zealand Flag Association (NZFA) (Nuova Zelanda)
- Nihon Kishougaku Kyoukai (JAVA) / Japanese Vexillological Association (Giappone)
- Nordic Flag Society (NFS) Nordisk Flaggselskap / Nordisk Flagselskab / Nordiska Flaggsällskapet / Norræna Fánafélagið / Pohjoismaiden Lippuseura / (Danimarca, Finlandia, Islanda, Norvegia, Svezia)
- North American Vexillological Association (NAVA) (Canada, Stati Uniti)
- Partioheraldikot r.y. (PH) (Finlandia)
- Polskie Towarzystwo Weksylologizne (PTW) (Polonia)
- Российский Центр флаговедения и геральдики (RCVH) / Russian Centre of Vexillology and Heraldry (Russia)
- Schweizerische Gesellschaft für Fahnen- und Flaggenkunde (SSV) / Société Suisse de Vexillologie / Società svizzera di vessillologia (Svizzera)
- Sociedad Española de Vexilología (SEV) (Spagna)
- Societas Vexillologica Belgica (SVB) (Belgio)
- Societatea de Genealogie, Heraldică şi Arhivistică "Paul Gore" (SGHAPG) (Moldavia)
- Societatea Românâ de Vexilologie (SRV) (Romania)
- Società Svizzera di Vessillologia (SGFF-SSV) (Svizzera)
- Société française de vexillologie (SFV) (Francia)
- Southern African Vexillological Association (SAVA) (Angola, Botswana, Lesotho, Madagascar, Malawi, Mozambico, Namibia, Sudafrica, Swaziland, Zambia, Zimbabwe)
- Středisko Vexilologických Informací (SVI) / Flag Data Centre (Repubblica Ceca)
- Tumbling Waters Museum of Flags (TWMF) (Stati Uniti)
- Українсьҝе ґералъдичне товариство (UHT) / Ukrayins'ke Heral'dychne Tovarystvo / The Ukrainian Heraldry Society (Ucraina)
- Västra Sveriges Heraldiska Sällskap (VSHS) (Svezia)
- Vlaggen Dokumentatie Centrum Nederland (VDCN) (Paesi Bassi)
- Vexillological Association of the State of Texas (VAST) (Stati Uniti: Texas)
- Wappen-Herold (Germania)
- World Vexillological Research Institute (WVRI) (Germania)

## Cariche
Gli attuali membri del Consiglio della FIAV sono:
- Michel R. Lupant (presidente) di Ottignies-Louvain-la-Neuve
- Charles A. Spain, Jr. (segretario generale) di Houston
- Graham Bartram (segretario generale dei congressi) di Londra

## Congresso internazionale di vessillologia
Dal 1969, la FIAV ha patrocinato il biennale Congresso internazionale di vessillologia (International Congresses of Vexillology, ICV). Precedenti Congressi si sono tenuti a Muiderberg (1965), Zurigo (1967), Boston (1969), Torino (1971), Londra (1973), IJsselmeer (1975), Washington (1977), Vienna (1979), Ottawa (1981), Oxford (1983), Madrid (1985), San Francisco (1987), Melbourne (1989), Barcellona (1991), Zurigo (1993), Varsavia (1995), Città del Capo (1997), Victoria (Canada) (1999), York (2001), Stoccolma (2003), Buenos Aires (2005), Berlino (2007), Yokohama (2009), Washington (2011), Rotterdam (2013), Sydney (2015).
L'ICV 26 si è tenuto a Sydney nel 2015. Un congresso consiste nella presentazione di documenti sulla vessillologia e della biennale sessione dell'Assemblea generale della FIAV.

## Pubblicazioni
La FIAV pubblica una newsletter, Info-FIAV (ISSN 1560-9979), che è una gazzetta su argomenti interni dell'organizzazione. La FIAV identifica The Flag Bulletin (ISSN 0015-3370) come un giornale dove pubblicare articoli scientifici nel campo della vessillologia.

## Bandiera della FIAV
La bandiera della FIAV fu inizialmente ideata da Klaes Sierksma e poi leggermente modificata dal comitato di organizzazione del Secondo Congresso Internazionale di Vessillologia. La bandiera è stata introdotta il 3 settembre 1967. La relativa descrizione è, "su campo blu, estendendosi orizzontalmente dall'asta fino al battente, due cime giallo-oro che formano due anelli intrecciati".
Le cime alludono allo studio delle bandiere e dei vessilli. Il campo blu e le cime evocano le origini marittime delle prime bandiere.
Gli anelli incrociati richiamano l'amore e la conoscenza degli araldisti e simboleggia l'amicizia che unisce i vessillologi di tutte le nazioni, formano un nodo bandiera (consigliato per tale utilizzo per la sua maggior capacità di tenuta agli strattoni).
Il colore blu è definito come Pantone U293 ed il colore giallo corrisponde al Pantone U123.

## Bandiere dei membri del consiglio
Le bandiere delle tre cariche ufficiali sono state approvate nel 1999 e adottate dalla sedicesima sessione dell'Assemblea Generale della FIAV.

Le specifiche dei colori delle bandiere sono: blu (Pantone U293), giallo (Pantone U123) e rosso (Pantone 192C).
- La bandiera del Presidente della FIAV è come quella della FIAV ma con un doppio bordo: rosso all'esterno e bianco all'interno.
- La bandiera del Segretario della FIAV è come quella della FIAV ma con un doppio bordo: blu all'esterno e giallo-oro all'interno.
- La bandiera del Segretario dei Congressi della FIAV è come quella della FIAV ma con un doppio bordo: blu all'esterno e bianco all'interno.